# エイミー・ローウェル
エイミー・ローレンス・ローウェル（Amy Lawrence Lowell, 1874年2月9日 - 1925年5月12日）は、アメリカ合衆国のイマジズム詩人（Imagism）。死後の1926年にピューリッツァー賞 詩部門を受賞した。パーシヴァル・ローウェルの妹。

## 生涯

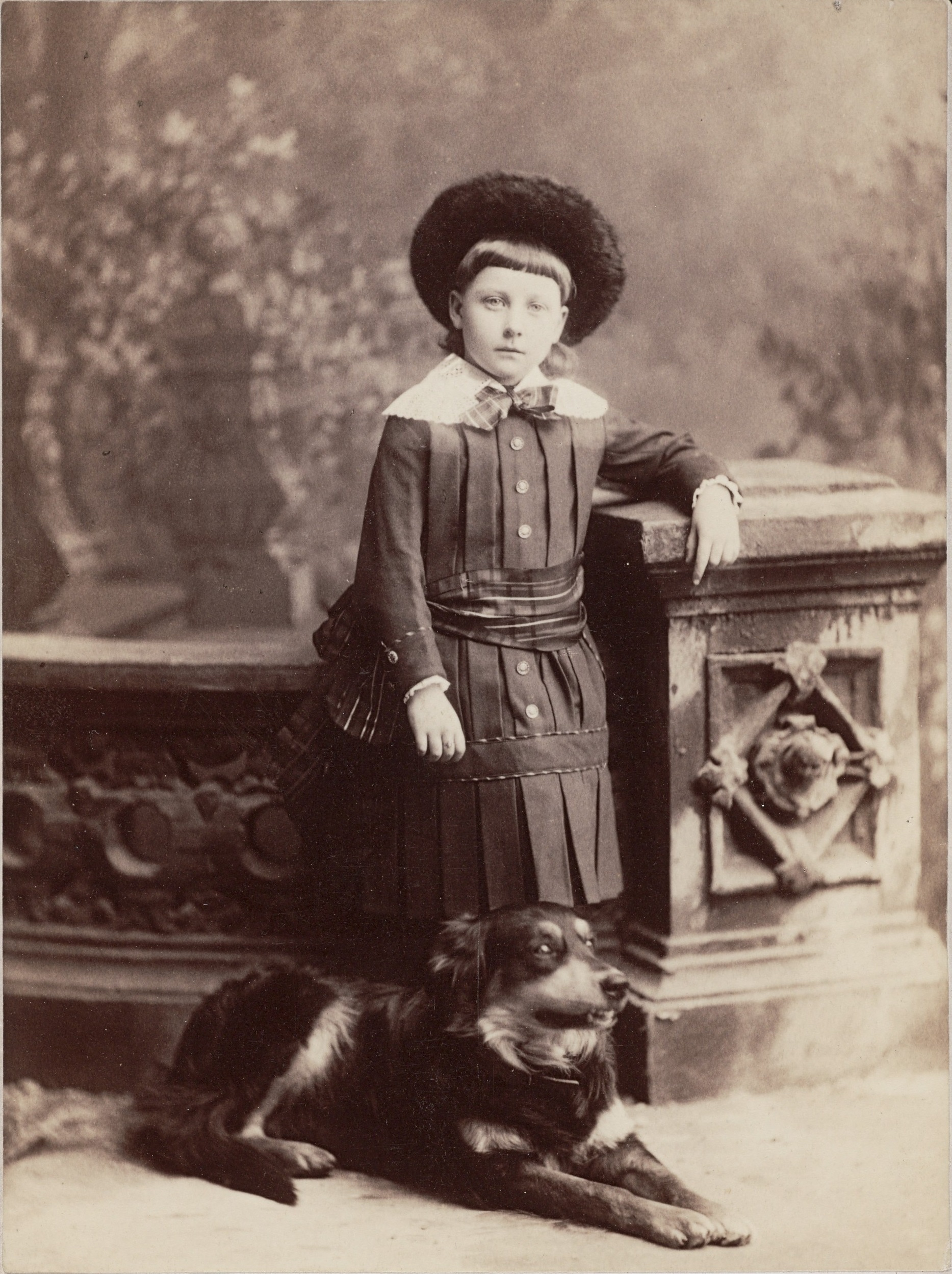
少女時代

エイミー・ローウェルは、マサチューセッツ州ブルックライン (Brookline) の著名な一家、ローウェル家(Lowell family) に生まれた。兄のパーシヴァル・ローウェルは冥王星の存在を予測した有名な天文学者、もう1人の兄アボット・ローレンス・ローウェル (Abbott Lawrence Lowell) はハーバード大学学長を勤めた。
エイミーは大学に行かなかった。一家がそれは女性には相応しくないと考えたからだった。エイミーは貪るように本を読むことでそれを補ったが、それは強迫観念に近い本の収集に至った。エイミーは社交界の名士として暮らし、あちこちに旅行した。ヨーロッパで女優エレオノーラ・ドゥーゼの演技に霊感を受けた1902年、エイミーは詩作に転じた。はじめて詩が世に出たのは、1910年の『アトランティック・マンスリー』 (The Atlantic Monthly) 誌で、その2年後の1912年、処女詩集『A Dome of Many-Coloured Glass』が出版された。
エイミー・ローウェルはレズビアンと言われ、1912年には女優のエイダ・ドワイヤー・ラッセル（Ada Dwyer Russell、1863年 - 1952年）と恋人の噂を立てられた。ローウェルはラッセルのパトロンで、ローウェルのエロティックな作品はラッセルが対象だと言われている。二人は連れだってイングランドに旅し、そこでローウェルはエズラ・パウンドと会った。パウンドはたちまちローウェルに強い影響を与え、またローウェルの作品の主要な批評家となった。ローウェルとレズビアンで有名な作家メルセデス・デ・アコスタ (Mercedes de Acosta) との関係については、二人が知り合いだったという唯一の証拠は、結局行われることのなかったドゥーゼの記念祭について二人の間で交わされた短い文通のみである。
ローウェルは印象的な人物で、髪は束髪に結って、鼻メガネをかけ、紙巻きたばこより長くもつからと言って葉巻きたばこを絶えず喫っていた。腺の問題がローウェルをずっと肥らせていた、と詩人のウィッター・ビナー（Witter Bynner）が言ったことを、エズラ・パウンドは無慈悲なコメントで繰り返した。しかし、パウンドがローウェルを「hippopoetess（カバ詩人女）」と言ったとされるのは誤解である。もっともパウンドたちはローウェルをイマジストとは考えず、イマジスト詩の出版を金銭的に手助けしてくれることのできる、ただの金持ち女だと思っていたようである。しかし、そのイマジスム詩もパウンドがヴォーティシズムに「亡命」してからは衰退していった。ともかく、ローウェルは詩の自由詩方法の初期の支持者であった。
また、日本の俳句・浮世絵などにも興味を抱いており、1919年に発行された『Pictures of the Floating World』では、それがよく表れている。
ローウェルは1925年、51歳で脳出血で亡くなった。翌年、ローウェルは『What's O'Clock』でピューリッツァー賞 詩部門を受賞した。長い間忘れられていたが、再び関心が集まったのは、一部はレズビアンにスポットが当たったせいもあるが、それだけではなく、たとえば『The Green Bowl』、『The Red Lacquer Music Stand』、『Patterns』のような、生命のないオブジェに命を吹き込むローウェルの驚嘆すべき才能が評価されたからであろう。
ローウェルの書いたものの中には、フランス文学評論やジョン・キーツの伝記などがある。ローウェルのキーツに対する盲目的崇拝は記録に多く残っている。

## 読書案内
- 大西直樹・編『Amy Lowell, complete poetical works and selected writings』6巻 （京都、Eureka Press）ISBN 978-4-902454-29-1
- http://www.aplink.co.jp/ep/4-902454-29-7.html

1. ↑  “Chosön, the Land of the Morning Calm; a Sketch of Korea”.   World Digital Library. 2013年4月30日閲覧。
2. ↑  佐瀬 順夫『要説アメリカ文学史』英宝社、1986年、139頁。ISBN 4269520205。